# Ørkenspurv
Ørkenspurv (latin: Passer simplex) er en fugleart, der lever i det nordlige Afrika.